# Quissico

Quissico é uma vila moçambicana, sede do distrito de Zavala , localizada a sul da província de Inhambane. 
A vila foi elevada a município em 2014.

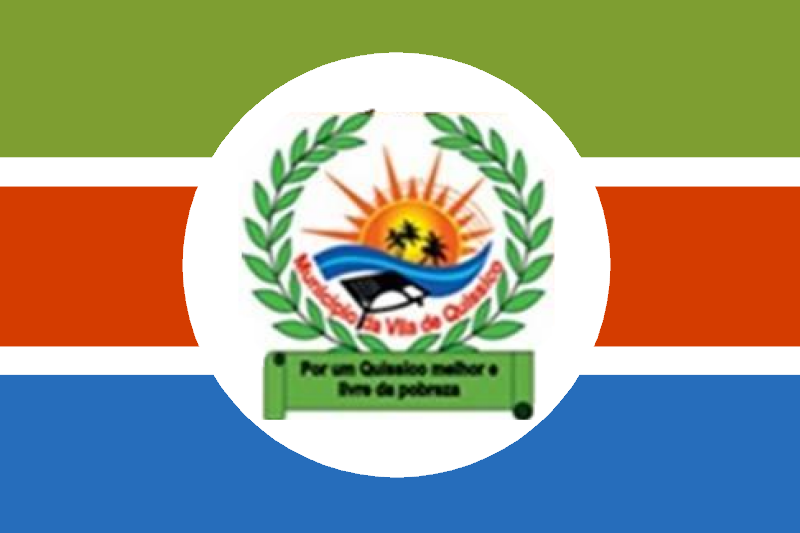
Bandeira

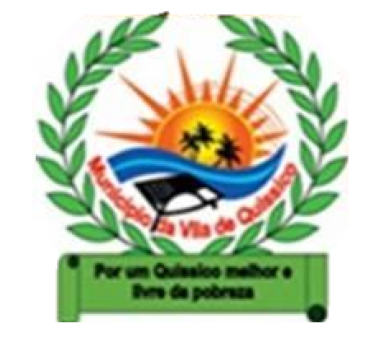
Brasão